# Yushu Gou
Yushu Gou (kinesiska: 榆树沟) är ett vattendrag i Kina. Det ligger i den autonoma regionen Xinjiang, i den nordvästra delen av landet, omkring 510 kilometer öster om regionhuvudstaden Ürümqi.
Genomsnittlig årsnederbörd är 83 millimeter. Den regnigaste månaden är juni, med i genomsnitt 33 mm nederbörd, och den torraste är mars, med 1 mm nederbörd.